# Reinier Timman

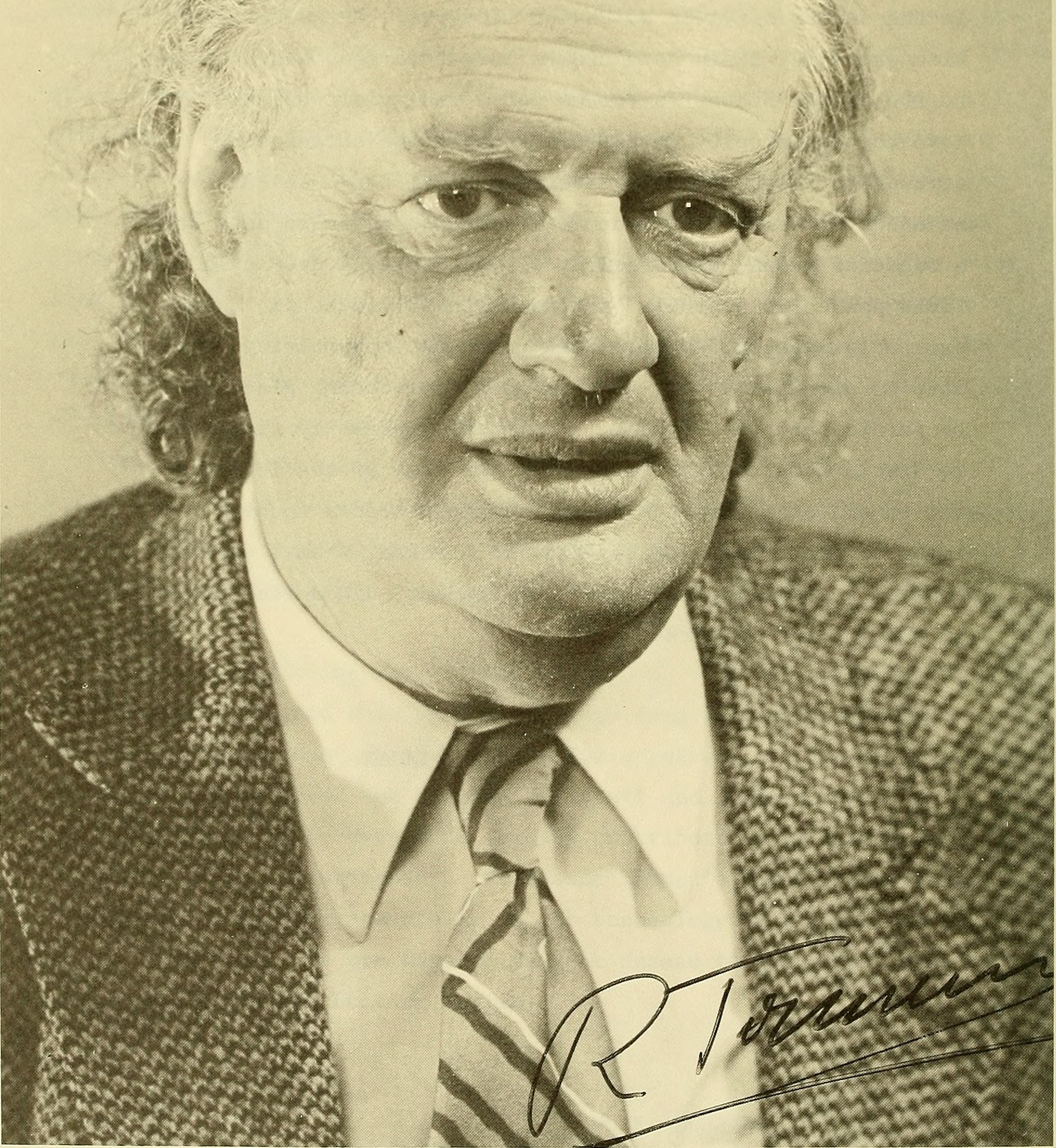

Reinier Timman (* 6. Mai 1917 in Den Helder; † 9. November 1975 in Delft) war ein niederländischer Angewandter Mathematiker und Ingenieurwissenschaftler, der sich um die mathematische Ingenieursausbildung und Industriemathematik in den Niederlanden verdient gemacht hat. Er war Professor an der TU Delft und befasste sich mit theoretischer Aerodynamik und Schiffshydrodynamik.

## Leben
Er studierte 1934 bis 1938 Mathematik an der Universität Amsterdam und arbeitete ab 1939 bei den Fokker-Werken. Im Zweiten Weltkrieg entwickelte er sich zum Experten für theoretische Aerodynamik und löste das schwierige Problem der Bestimmung der Kräfte auf einen schwingenden Tragflügel in zwei Dimensionen bei kompressibler Luftströmung. Die Arbeit behielt er während der deutschen Besatzung geheim und promovierte damit 1946 in Delft (Beschouwingen over de luchtkrachten op trillende vliegtuigvleugels) bei Hendrik Bremekamp und Johannes Martinus Burgers. 1947 ging er an das Nationale Luftfahrt-Labor (Nationaal Luchtvaart Laboratorium) in Amsterdam, wo er 1951 als Nachfolger von Greidanus die theoretische Abteilung F übernahm. 1952 wurde er Professor für Mathematik und Mechanik an der TU Delft. 1956 erreicht er die Anerkennung der Ausbildung zum Mathematischen Ingenieur. Er beriet auch die niederländische Schiffbauversuchsanstalt in Wageningen.
Er war mit der Mathematikerin Anna Petronella de Leeuw verheiratet, mit der er drei Söhne und eine Tochter hatte, darunter den Schachgroßmeister Jan Timman.

## Schriften
- mit A. I. van de Vooren, J. H. Greidanus: Aerodynamic coefficients of an oscillatory airfoil in two-dimensional subsonic flow. Journal of the Aeronautical Sciences, Band 18, 1951, S. 197–802
- The aerodynamic forces on an oscillatory airfoil between two parallel walls, Applied Scientific Research, Band 3, 1951, S. 31–57
- La théorie des profils minces en écoulement non-stationnaire en fluide incompressible ou compressible. Publications Scientifiques et Techniques du Ministère de l´Air. No. 296, 1952.
- mit J. H. Greidanus, J. H. Zaat: The aerodynamic forces on oscillating blades of a helicopter rotor rotating in still air. NLR-Report F108, 1952
- mit A I. van de Vooren: Flutter of a helicopter rotor rotating in its own wake. Journal of the Aeronautical Sciences, Band 24, 1957, S. 694–702
- Mathematische grondslagen van een berekeningsmethode voor profielen met voorgeschreven drukverdeling. NLR-Rapport F11,1947.
- The direct and the inverse problem of aerofoil theory. A method with complete auxiliary tables to obtain numerical solutions. NLR-Report F16, 1950.
- Linearisation of the equations of two-dimensional subsonic compressible flow by means of complex characteristics. Proceedings VIIth International Congress for Applied Mathematics, London, 1948, Band 4
- Asymptotic formulae for special solutions of the hodograph equation in compressible flow, NLR-Report F46, 1949.
- Some remarks on the theory of near-sonic, near-parallel flow and its application to channel flow, NLR-Report, F53, 1949.
- Mathematische problemen uit de theorie der laminaire grenslaagstroming, NLR-Rapport F18,1949.
- A one-parameter method for the calculation of laminar boundary layers, NLR-Report F35, 1949.
- A calculation method for threedimensional laminar boundary layers, NLR-Report F66, 1950.
- La méthode des caractéristiques et le calcul de la couche limite laminaire du écoulement tridimensionel, Actes du colloque international de mécanique, Poitiers, Band 2, S. 251–259.
- mit J. A. Zaat: Eine Rechenmethode für dreidimensionale laminare Grenzschichten. In Henry Görtler, Walter Tollmien: 50 Jahre Grenzschichtforschung, 1954, S. 432–445
- mit J. A. Zaat, E. van Spiegel: The threedimensional boundary layer flow about a yawed ellipsoid at zero incidence. NLR-Report F165, 1955
- Hypersonic flow about a thin body of revolution. AGARD Report No 141, 1957.
- mit J. A. Zaat, Th. J. Burgerhout: Stability diagrams for laminar boundary layerflow, NLR-Report F193, 1956
- mit B. Lemaigre: La ligne portante de forme arbitraire considérée comme cas limite d´une surface portante en fluide incompressible. NLR-Report F95, 1951
- A method for the asymptotic solution of diffraction problems. IRE Transactions of Antennas and Propagation, Vol AP-4, 1956, S. 209–216.
- Probleme aus die Theorie der dreidimensionale Grenzschichten, Grenzschichtforschung. IUTAM Symposium Freiburg, (1957), Springer-Verlag, 1958, S. 348–357.
- Linearized theory of unsteady flow of a compressible fluid, in Siegfried Flügge (Hrsg.), Handbuch der Physik, Encyclopedia of Physics, Springer-Verlag, Band 9, 1960, S. 283–311.
- The wave pattern of a moving ship, Simon Stevin, Wis-en Natuurkunidg Tijdschrift, Band 35, 1961, S. 53–68.
- Unsteady motion in transonic flow, Symposium Transonicum, IUTAM Symposium, Aachen. (1962), Springer-Verlag, 1964, S. 394–402.
- mit J. N. Newman: The coupled damping coefficients of a symmetric ship, Journal of Ship Research, Band 5, No.4, 1962, S. 1–7
- Optimization theory for ordinary differential equations, Journal of Engineering mathematics, Band 1, 1967, S. 159–186.
- Lectures on airfoil and hydrofoil theory, Technical note 148, Naval Ship Research and Development Center, Washington, 1969
- Small parameter expansions in ship hydrodynamics, Tenth Symposium on Naval Hydrodynamics, ACR-204 ONR, Arlington, 1974, S. 439–447.
- Numerical methods in ship hydrodynamics, Proceedings of the first International Conference on Numerical Ship Hydrodynamics, DTNSRDC, Bethesda, 1975, S. 1–11.
- mit A. J. Hermans, G. C. Hsiao: Water waves and ship Hydrodynamics, Martinus Nijhoff Publ. 1985